# Esquerra Unida de Catalunya
Esquerra Unida de Catalunya (EUCat) és un moviment polític i social català, referent a Catalunya d'Esquerra Unida federal (IU), organitzat inicialment a partir d'una assemblea oberta el juliol de 2019, després de quedar suspès el protocol de col·laboració entre IU i Esquerra Unida i Alternativa (EUiA), organització aquesta última de la que formaven part bona part dels membres del nou moviment polític.
Des del mes d'octubre de 2018 les discrepàncies a la direcció d'EUiA, entre el llavors coordinador general, Joan Josep Nuet, i el sector crític encapçalat per Joan Mena, Fèlix Alonso i Josep Montero ja s'havien anat agreujant, especialment per la col·laboració o no de la formació amb Catalunya En Comú.

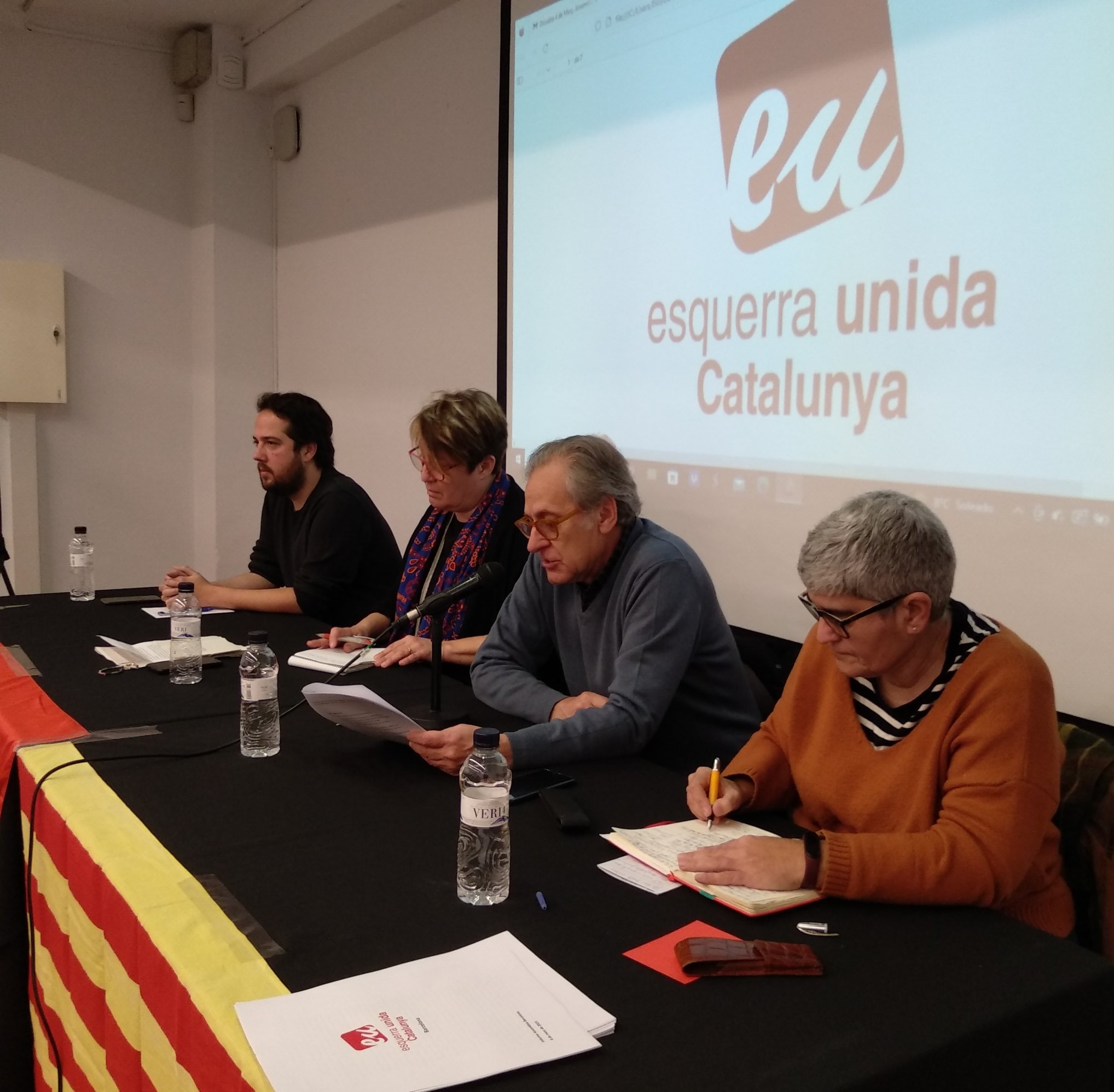
Eduard Navarro (esquerra), actual coordinador d'Esquerra Unida de Catalunya, amb altres dirigents de l'organització

El juny de 2019, IU va aprovar trencar temporalment les relacions amb EUiA, fins llavors el seu soci a Catalunya, després de conèixer que diferents meembres de l'organització, entre ells Nuet, havien posat en marxa un projecte polític anomenat Sobiranistes, que concorreria a les eleccions generals espanyoles d'abril de 2019 en coalició amb Esquerra Republicana de Catalunya, competint electoralment amb IU i allunyant-se del projecte de Catalunya en Comú pel que EUiA havia apostat. El juliol de 2019, es va celebrar una Assemblea oberta del que en pocs mesos seria la nova Esquerra Unida de Catalunya a Sant Adrià de Besòs.
El febrer de 2020, Esquerra Unida va realitzar la seva Assemblea fundacional a l'Auditori de la localitat Cornellà de Llobregat. A l'assemblea van assistir unes 500 persones, entre elles Alberto Garzón, coordinador general d'IU i els més amunt anomenats Mena, Montero i Alonso. En aquesta assemblea, a més de comprometre's amb el federalisme d'IU i amb el projecte de Catalunya en Comú, es va escollir un grup promotor de 71 persones i un nucli coordinador de 18 persones. A més, Josep Montero va ser escollit portaveu de la nova formació política
L'abril de 2021 Esquerra Unida de Catalunya va realitzar la seva Assemblea constituent de manera telemàtica a causa de la pandèmia del COVID-19 des de la seu de Comissions Obreres de Catalunya de Cornellà de Llobregat. En aquesta assemblea van participar més de 150 delegats, que van aprovar un document polític i els nous estatuts de l'organització, escollint una Coordinadora Nacional com a òrgan màxim entre assemblees, coordinadora que va elegir Núria Lozano i Eduard Navarro com a nous co-coordinadors generals de l'organització. L'assemblea va comptar també amb la participació del coordinador federal d'IU, Alberto Garzón, i diferents coordinadors autonòmics d'IU. En aquesta trobada es va reforçar el compromís de treball conjunt amb Esquerra Unida federal i es va renovar l'aposta per la participació dels seus afiliats a Catalunya a Comú i a En Comú Podem. Entre els seus dirigents, Núria Lozano i Eduard Navarro són també membres de la Coordinadora Federal d'IU i Joan Mena és el portaveu de Catalunya en Comú
Per la seva banda, el 18 de juny de 2021, la nova Coordinadora Nacional va elegir la Comissió Col·legiada, òrgan de caràcter executiu compost per dotze persones, a més dels dos nous co-coordinadors. En aquesta reunió, a banda de reafirmar el projecte federal conjunt amb IU i l'aposta estratègica amb una Catalunya en Comú amplia i plural, es va apostar per consolidar el seu històric lligam internacional amb el Partit de l’Esquerra Europea, entenent aquest com la millor l'eina de transformació social a Europa i de coordinació amb la resta de les esquerres europees.
El mes de febrer de 2023, Núria Lozano va entrar com a diputada al Parlament de Catalunya, dins del grup parlamentari d'En Comú Podem, substituint Marc Parès Als comicis municipals del 28 de maig de 2023 Esquerra Unida va obtenir 25 regidors a Catalunya dins de la coalició En Comú Podem. Per la seva banda, a les eleccions generals del 23 de juliol de 2023, Fèlix Alonso va ser elegit diputat al Congrés per Tarragona, dins de les llistes de Sumar En Comú Podem.
El 19 d'octubre del 2024 va tenir lloc a Barcelona la denominada I Assemblea Nacional, on Eduard Navarro va ser reelegit com a únic coordinador nacional i que va comptar amb la presència d'Antonio Maillo, coordinador federal d'Esquerra Unida a nivell d'Espanya.